# NGC 28
NGC 28 é uma galáxia elíptica (E1) localizada na direcção da constelação de Phoenix. Possui uma declinação de -56° 59' 20" e uma ascensão recta de 0 horas, 10 minutos e 25,2 segundos.
A galáxia NGC 28 foi descoberta em 28 de Outubro de 1834 por John Herschel.